# Forge of Empires
Forge of Empires este un joc de strategie și simulare economică în browser dezvoltat de compania germană InnoGames. A fost lansat în 2012 cu versiunea 0.1. Este disponibil în mai multe limbi. Forge of Empires este disponibil momentan (2013) în versiunea beta. Jocul are loc din Epoca de Piatră până în Epoca Colonială. Are 17 epoci (Epoca de Piatră, cea de Bronz, cea de Fier, Evul Mediu Timpuriu, Evul Mediu de Mijloc, Evul Mediu Târziu, Epoca Colonială, Epoca Industrială, Epoca Progresistă, Epoca Moderna, Epoca Postmoderna, Epoca Contemporana, Maine, Viitorul, Viitorul Arctic,Viitorul Oceanic si Viitorul Virtual). Pentru a trece prin toate cele 16 epoci, jucătorul folosește punctele forge; un punct forge se face într-o oră și există un maxim de 10 puncte nefolosite. Cu ajutorul punctelor forge se pot face cercetări ce costă de la 3 puncte forge în sus. De asemenea în cercetări trebuie „investit” în așa fel încât, după fiecare cercetare completată, trebuie plătit un anumit preț pentru a putea fi folosită. Resursele principale sunt monedele și proviziile. Monedele se pot obține vizitând vecinii, sau „recoltându-le” de la locuințe ca impozit. Monedele apar după o anumită de timp în funcție de tipul caselor. De asemenea jucătorul primește de la primărie 500 de monede la fiecare 24 de ore.

## Luptele
După ce jucătorul a strâns un număr de unități care variază de la 1 la 8, acesta poate ataca jucătorii sau unele NPC-uri disponibile în zonă. Lupta se va desfășura pe un câmp hexagonal, unitățile pot să se deplaseze doar în aceste hexagoane. Câștigă concurentul care mai are unități disponibile în zona de luptă. Lupta va începe dacă apărătorul are cel puțin o unitate de luptă disponibilă în câmpul de apărare. Pe câmpul de luptă se află diferite medii naturale afișate în hexagoane ce oferă bonusuri de apărare unităților ce se află în ele se mai adaugă încă 10 diamante dacă se câștigă lupta.

## Unitățile
Diferitele unități de luptă se pot antrena în cazărmi destinate special lor. Fiecare unitate are câte o cazarmă diferită. Fiecare cazarmă are câte cinci locuri, la început fiind disponibile doar două, iar restul trebuie deblocate. Există unități terestre cu atacul din apropiere (arma usoara/dura corp la corp,rapide) sau de la distanță (arma cu raza scurta/lunga de tragere). O unitate ce a fost rănită în luptă poate fi vindecată în timp.

## Comunitatea
Jocul este împărțit pe regiuni de câte 80 de jucători, fiind de asemenea aranjați după rang și puncte de la #1-#80. În afara acestui clasament regional, există și un clasament global, ce afișează numărul de puncte, de meciuri câștigate și numărul rangului. De asemenea în clasament sunt afișate și ghildele jucătorilor. 
În comunitatea jocului se pot afla mai multe comunități pe diferite lumi.(la momentul actual există 5 lumi numite Arvahall,Brisgard,Cirgard, Dinegu si East-Nagach pe serverul romanesc ) 

##### Ghildele
Ghildele sunt o altă formă de comunitate în joc, întemeiate și administrate de jucători. Ele pot avea de asemenea un număr maxim de 80 de jucători invitați de întemeietorul ghildei, sau de cei ce recrutează. Jucătorii pot recruta dacă nu sunt întemeietorii unei ghilde, dacă au fost proclamați de către întemeietor. Ghildele pot avea un nume, o emblemă și un rang în clasamentul global al ghildelor. Acesta este aranjat după număr de jucători și puncte (punctele sunt adunate după cele ale jucătorilor.)

##### Regiunile
Jucătorii sunt împărțiți în lume (după punctaj și factorul random). În regiuni se află 80 de jucători, distribuiți după puncte.

## Clădiri legendare
Fiecare epocă a jocului (mai puțin prima, epoca de piatră) permite construcția a două clădiri legendare care au diferite bonusuri. O clădire legendară reprezintă un puzzle din 9 planuri ale clădirii care pot fi obținute prin diferite moduri: finisarea sau motivarea vecinilor sau membrilor ghildei; jefuirea vecinilor; donarea de puncte forge la construirea clădirilor legendare ale altor jucători; cu diamante numai dacă a fost găsită minim o piesă a planului clădirii.

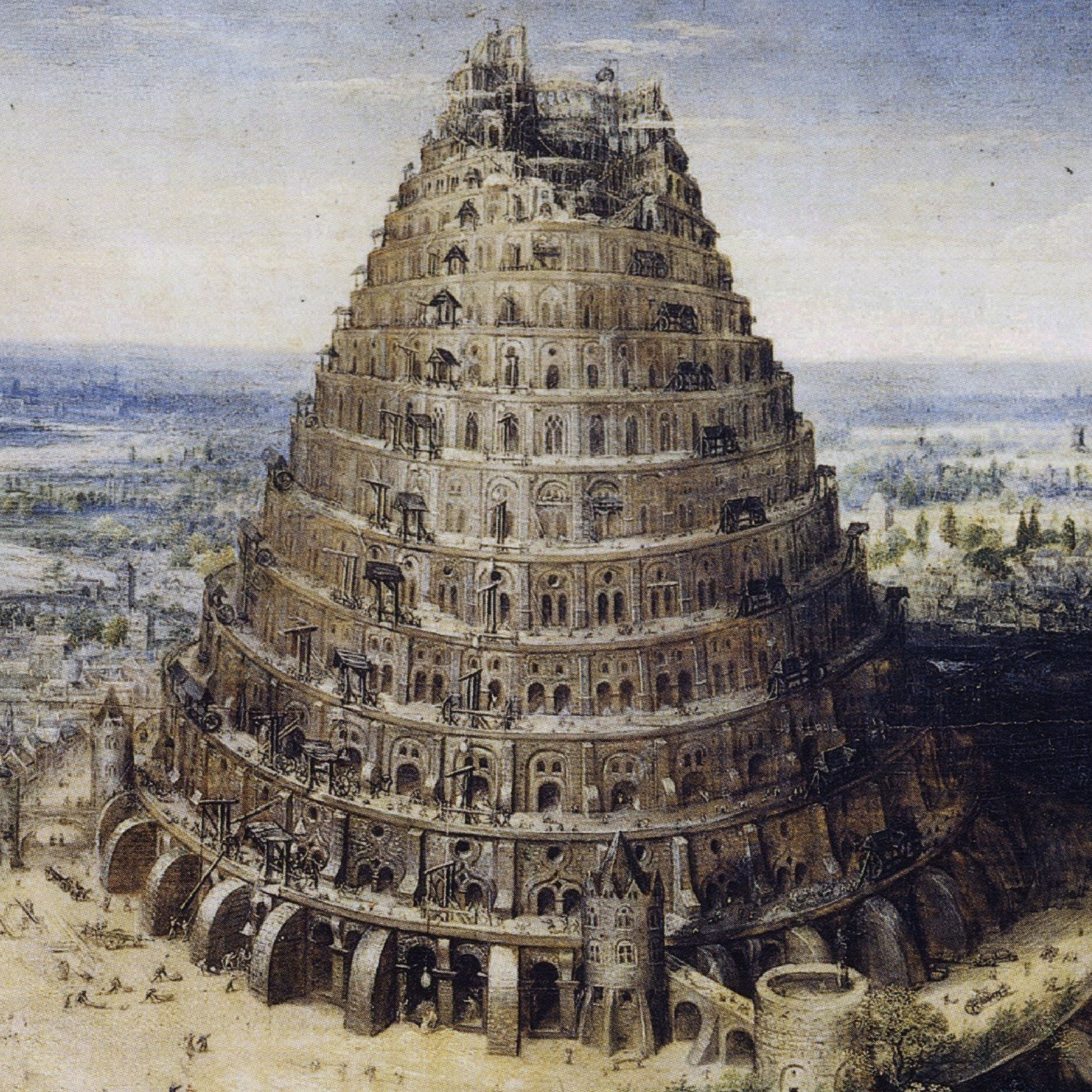
Turnul Babel (Epoca Bronzului, bonus: populație, bunuri)
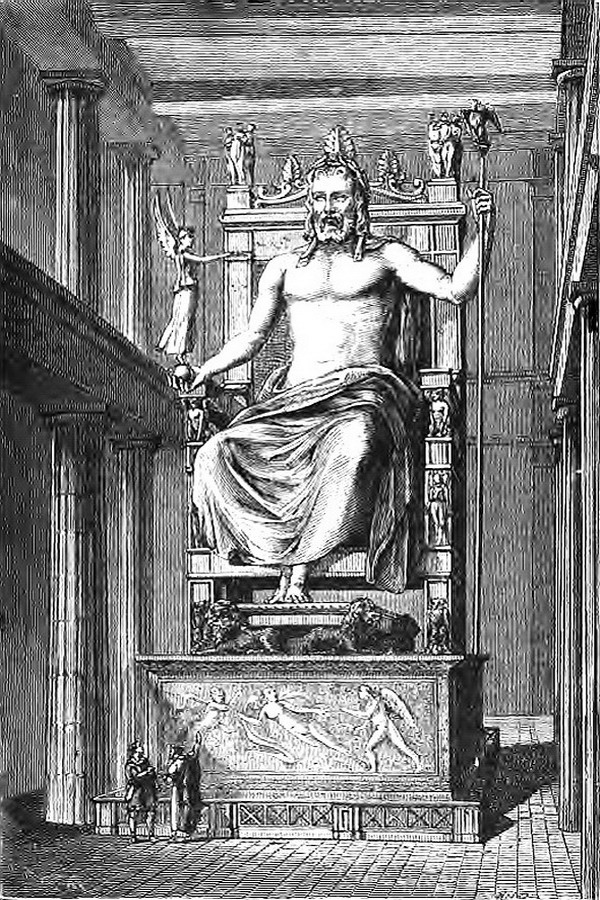
Statuia lui Zeus (Epoca Bronzului, bonus: militar)
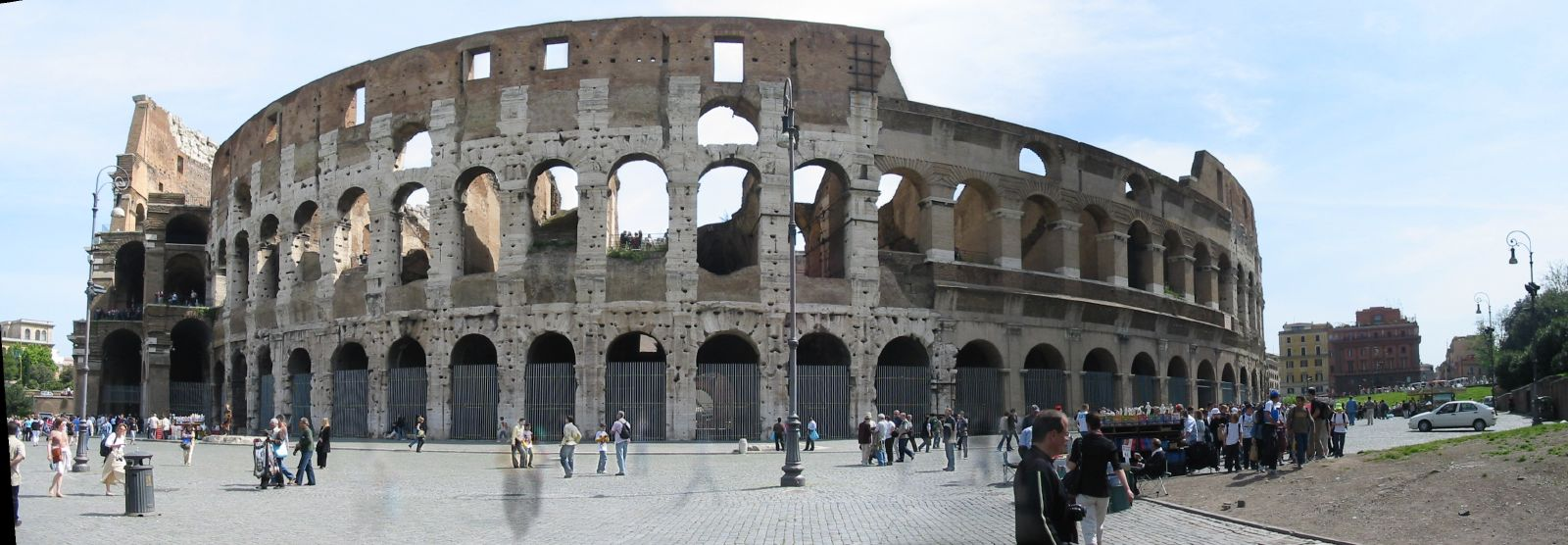
Colosseum (Epoca Fierului, bonus: Fericire, Medalii)
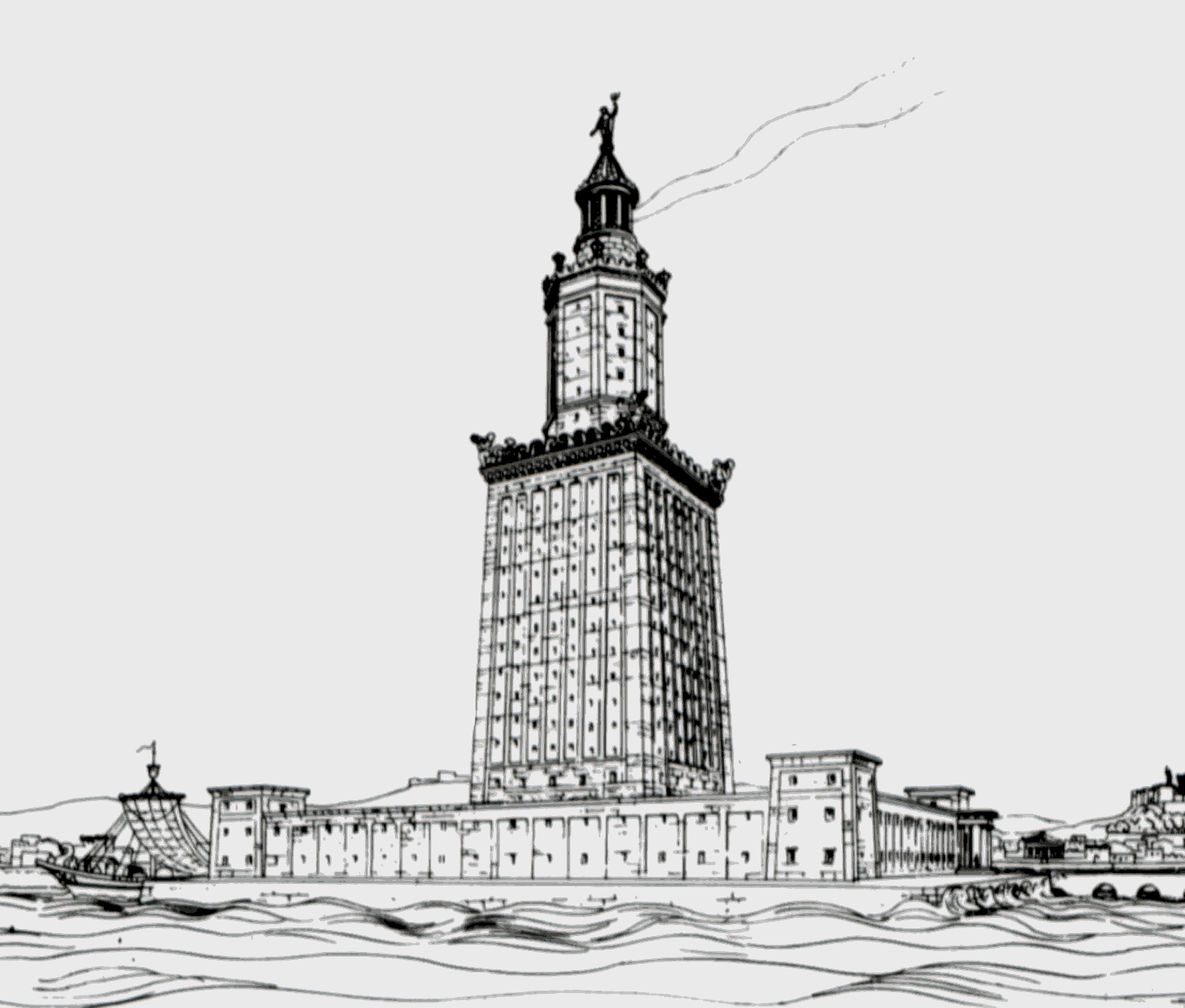
Farul din Alexandria (Epoca Fierului, bonus: Provizii, Bunuri)
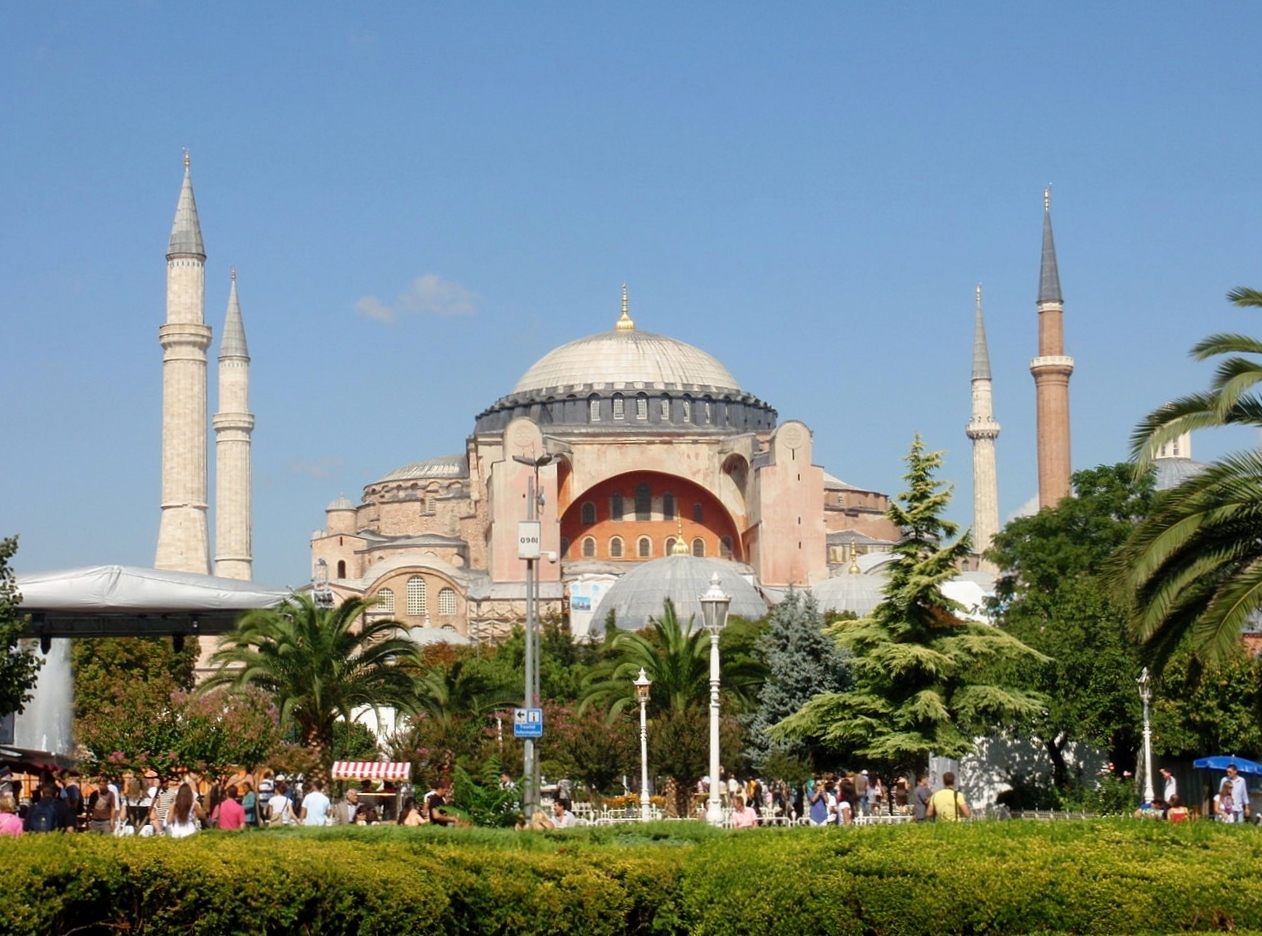
Basilica Sfânta Sofia (Evul Mediu Timpuri, bonus: Fericire, Puncte Forge)
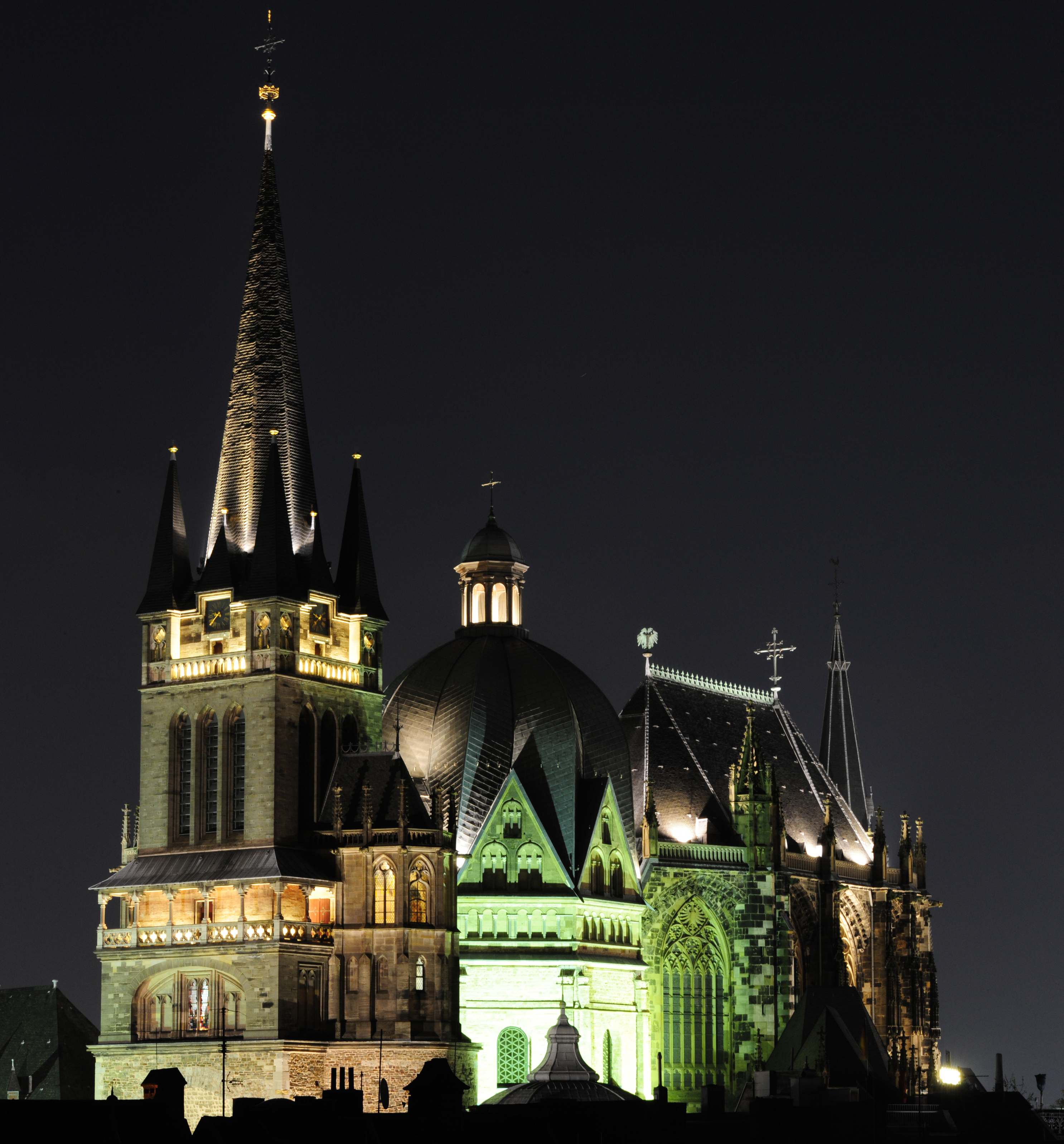
Catedrala din Aachen (Evul Mediu Timpuri, bonus: Militar, Venituri Monede)
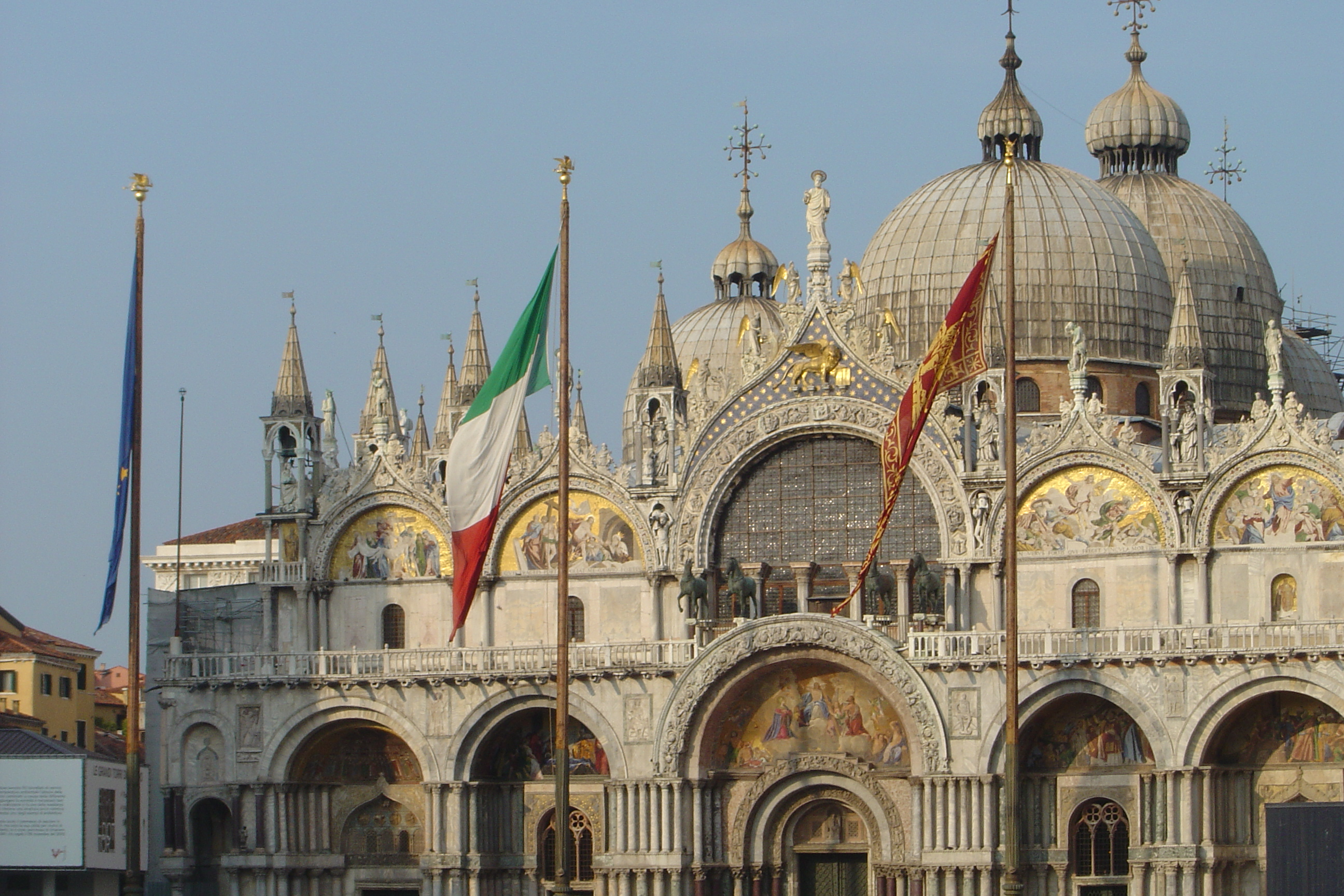
Basilica di San Marco (Evul Mediu Mijlociu, bonus: Monede, Bunuri)
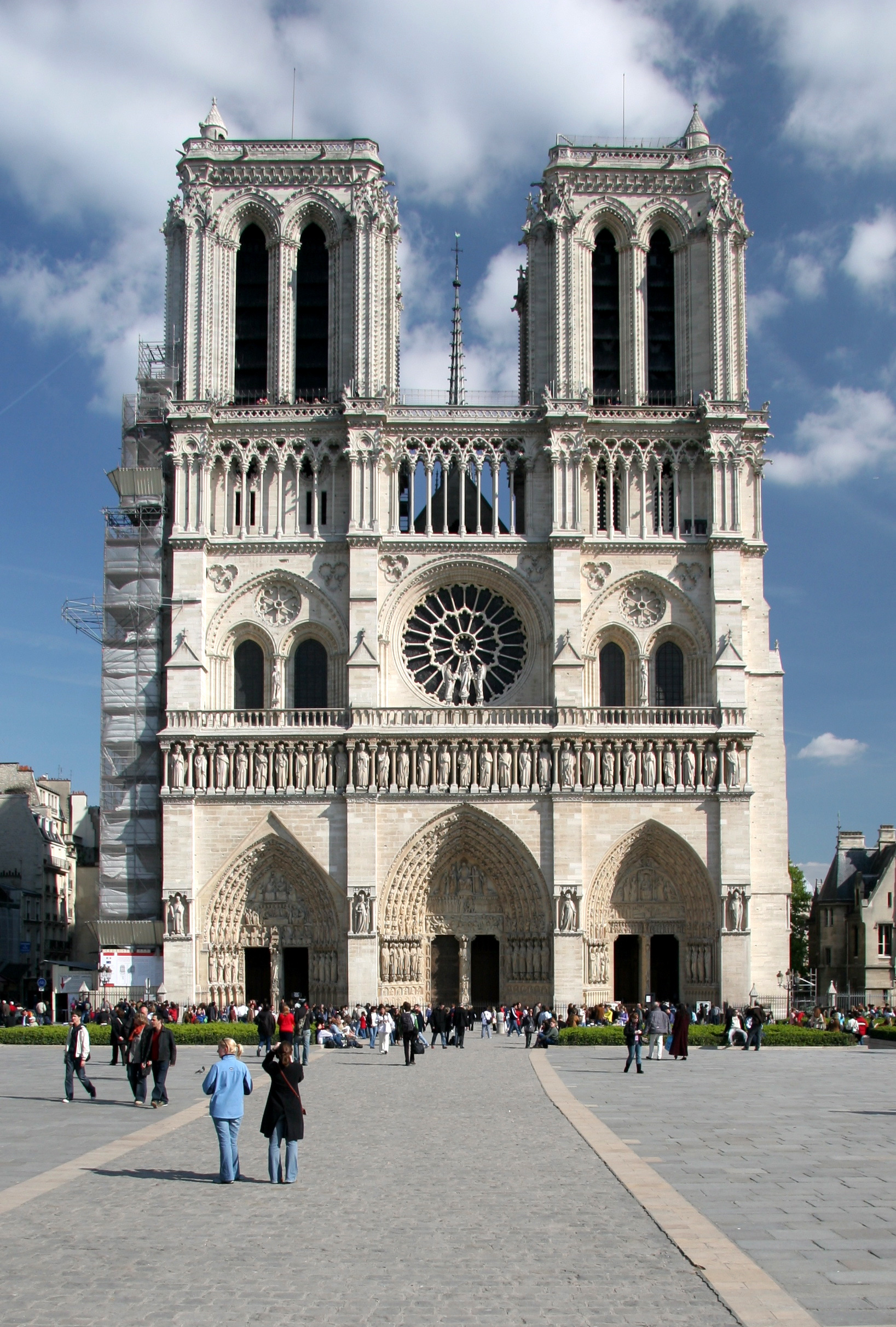
Notre-Dame (Evul Mediu Mijlociu, bonus: Fericire, Venituri Provizii)
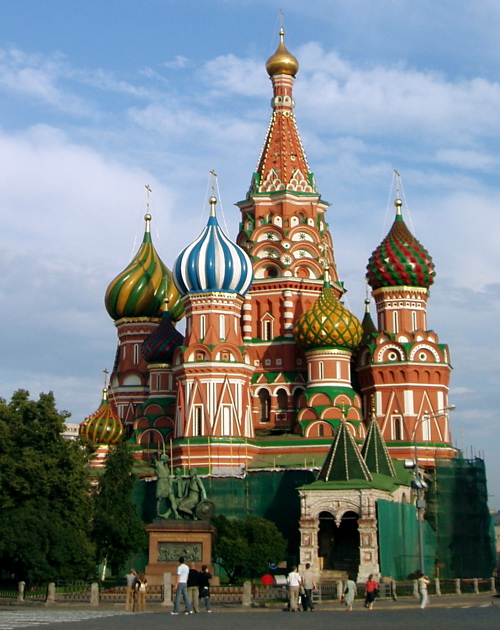
Catedrala Sfântul Vasile (Evul Mediu Târziu, bonus: Apărare, Monede)
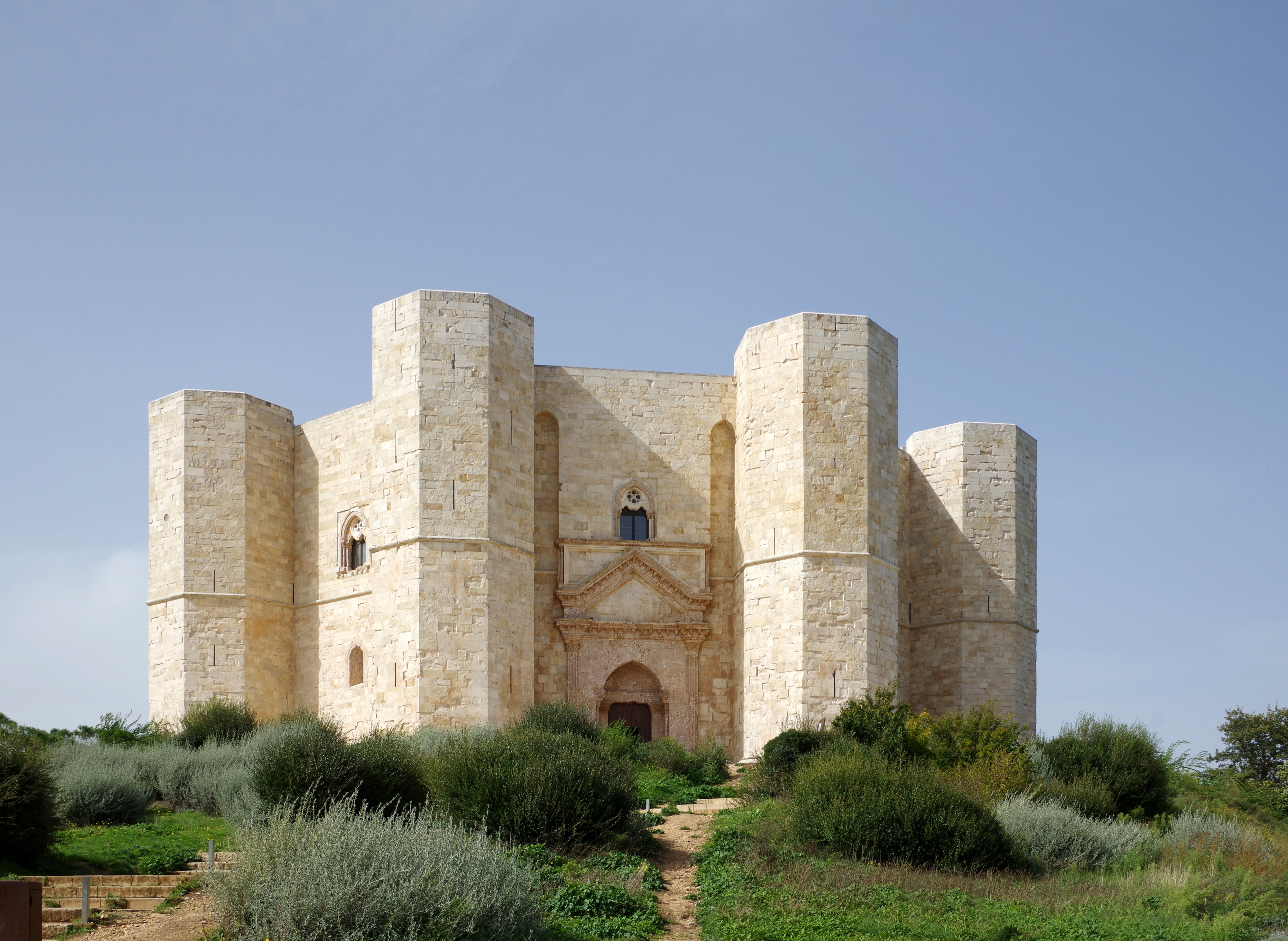
Castel del Monte (Evul Mediu Târziu, bonus: Militar, Puncte Forge)
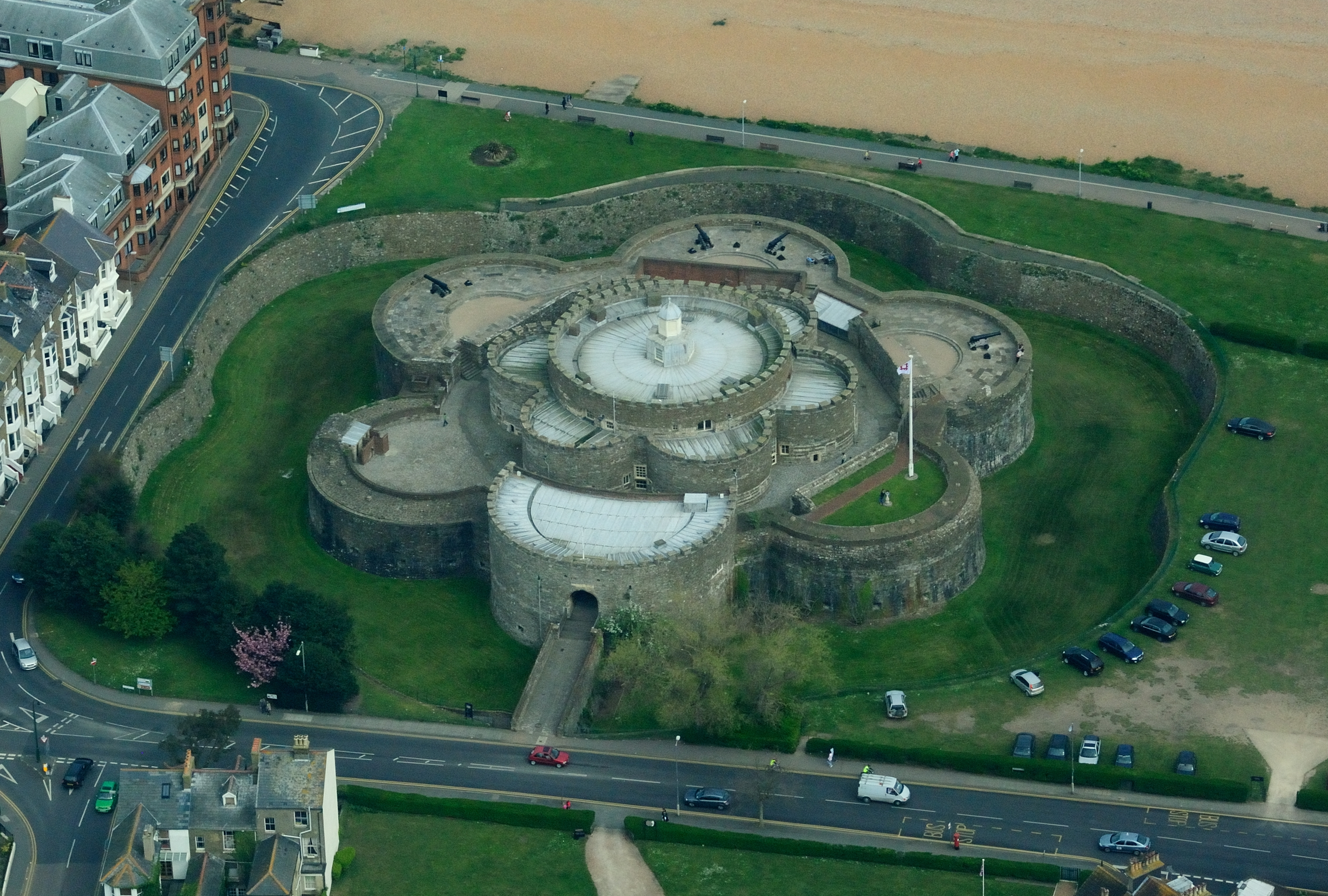
Castel Deal (Epoca Colonială, bonus: Apărare, Medalii)
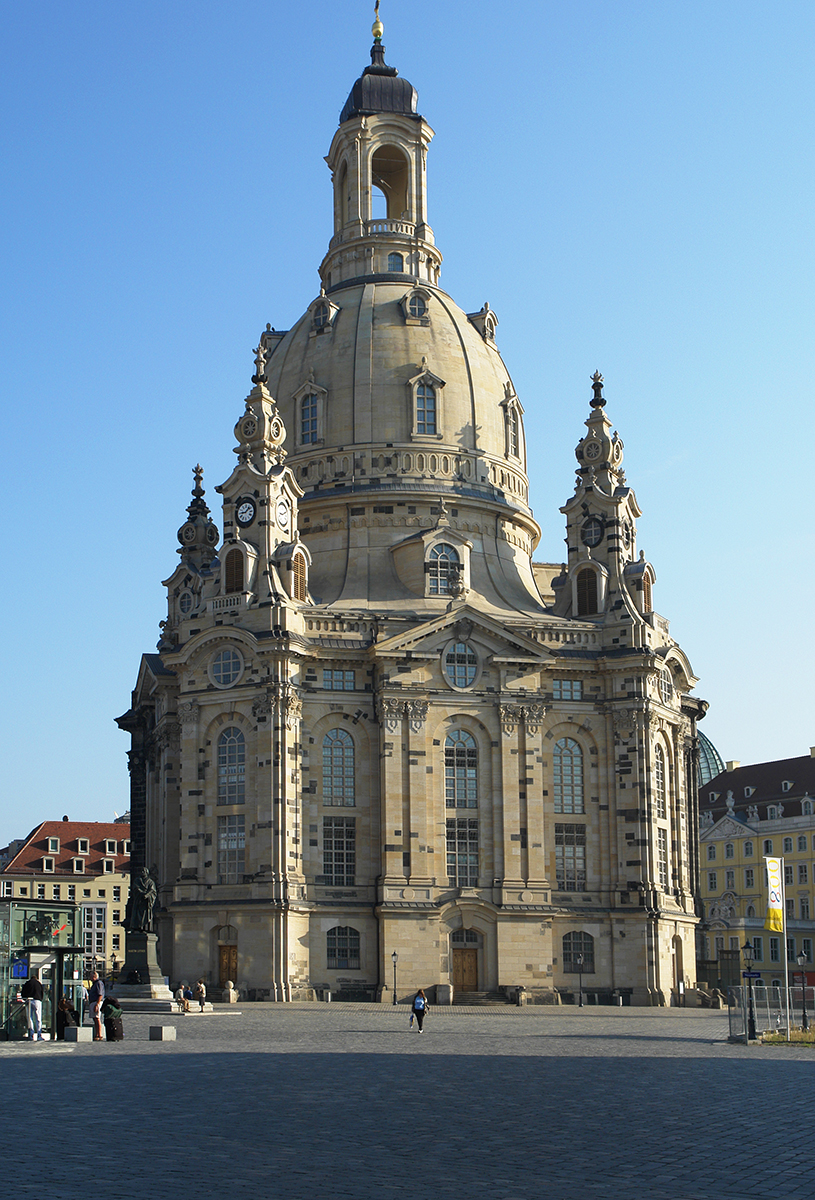
Biserica Doamnei Noastre din Dresden (Epoca Colonială, bonus: Fericire, Bunuri)
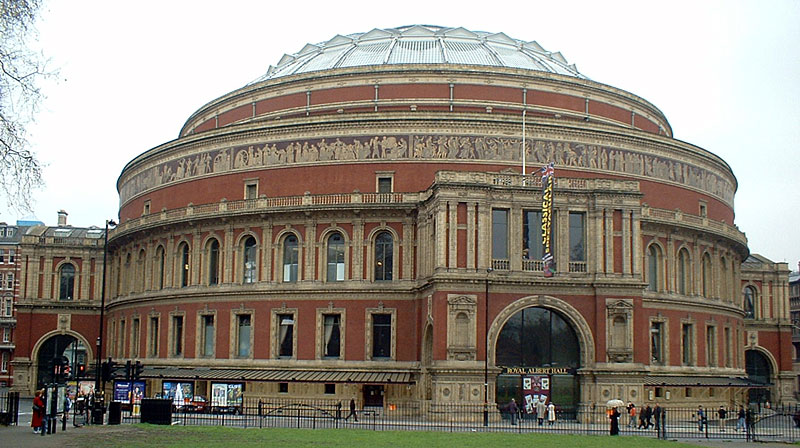
Royal Albert Hall (Epoca Industrială, bonus: Provizii, Bunuri)
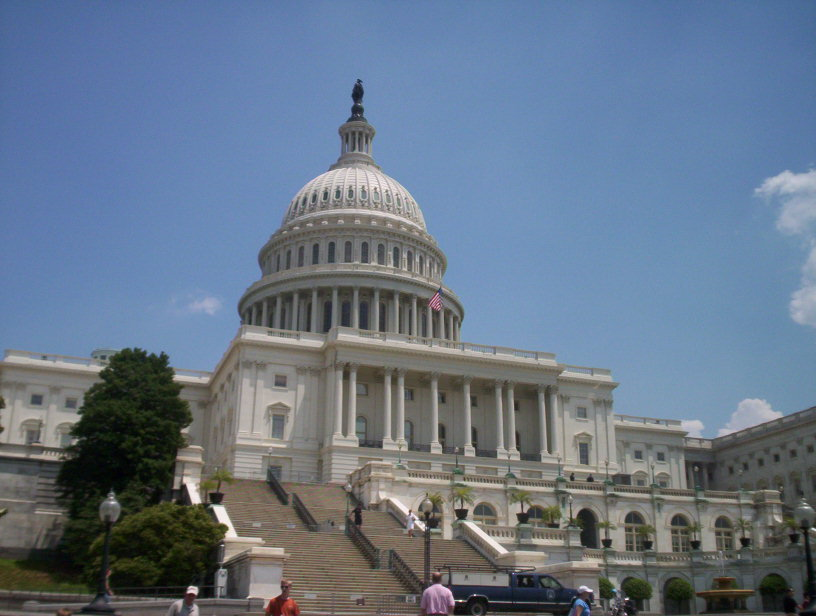
Capitoliul  (Epoca Industrială, bonus: Populație, Venituri Provizii)
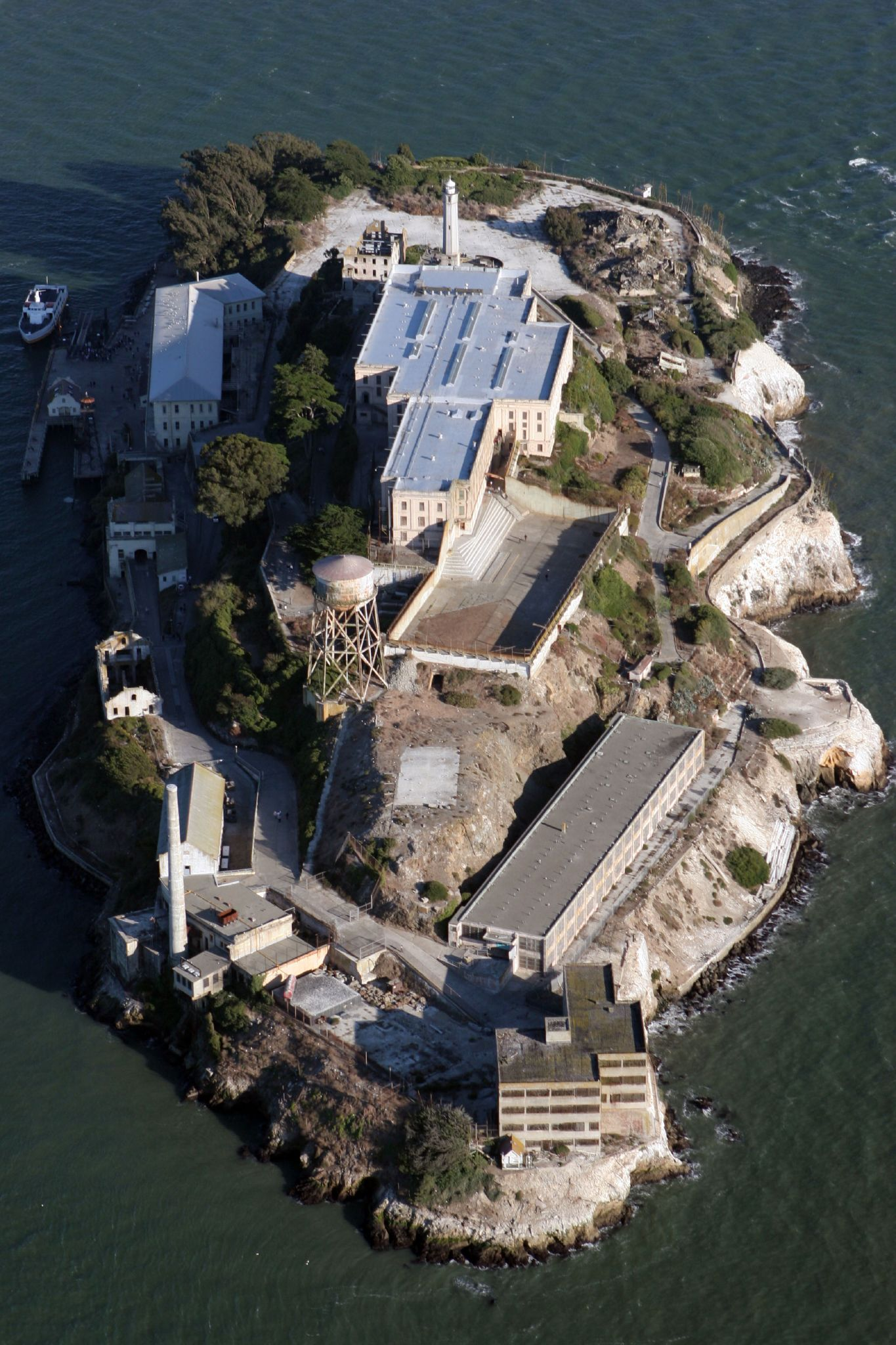
Alcatraz (Epoca Progresistă, bonus: Fericire, Armată liberă)
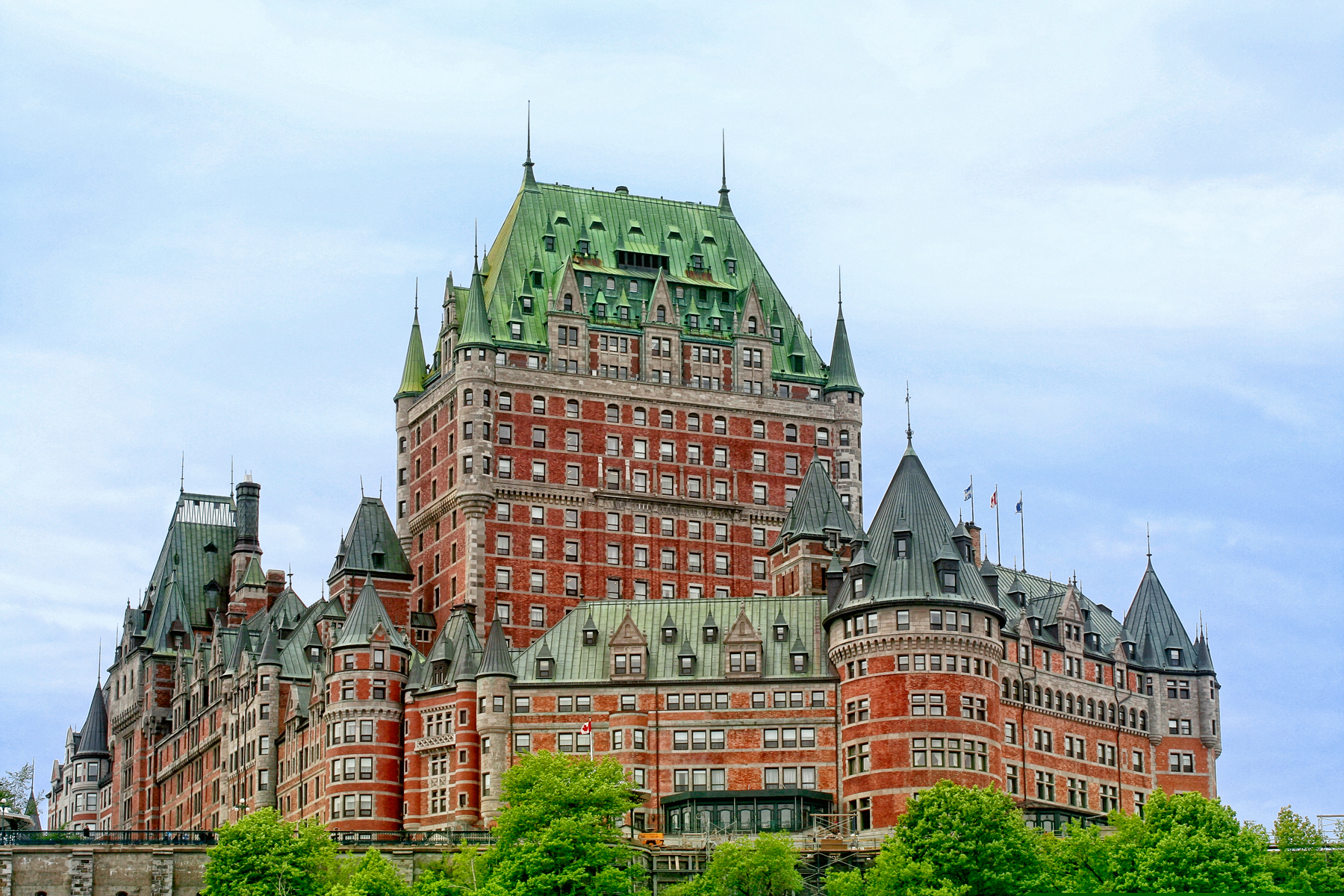
Château Frontenac (Epoca Progresistă, bonus: Monede, Recompense mai mari de la misiuni)
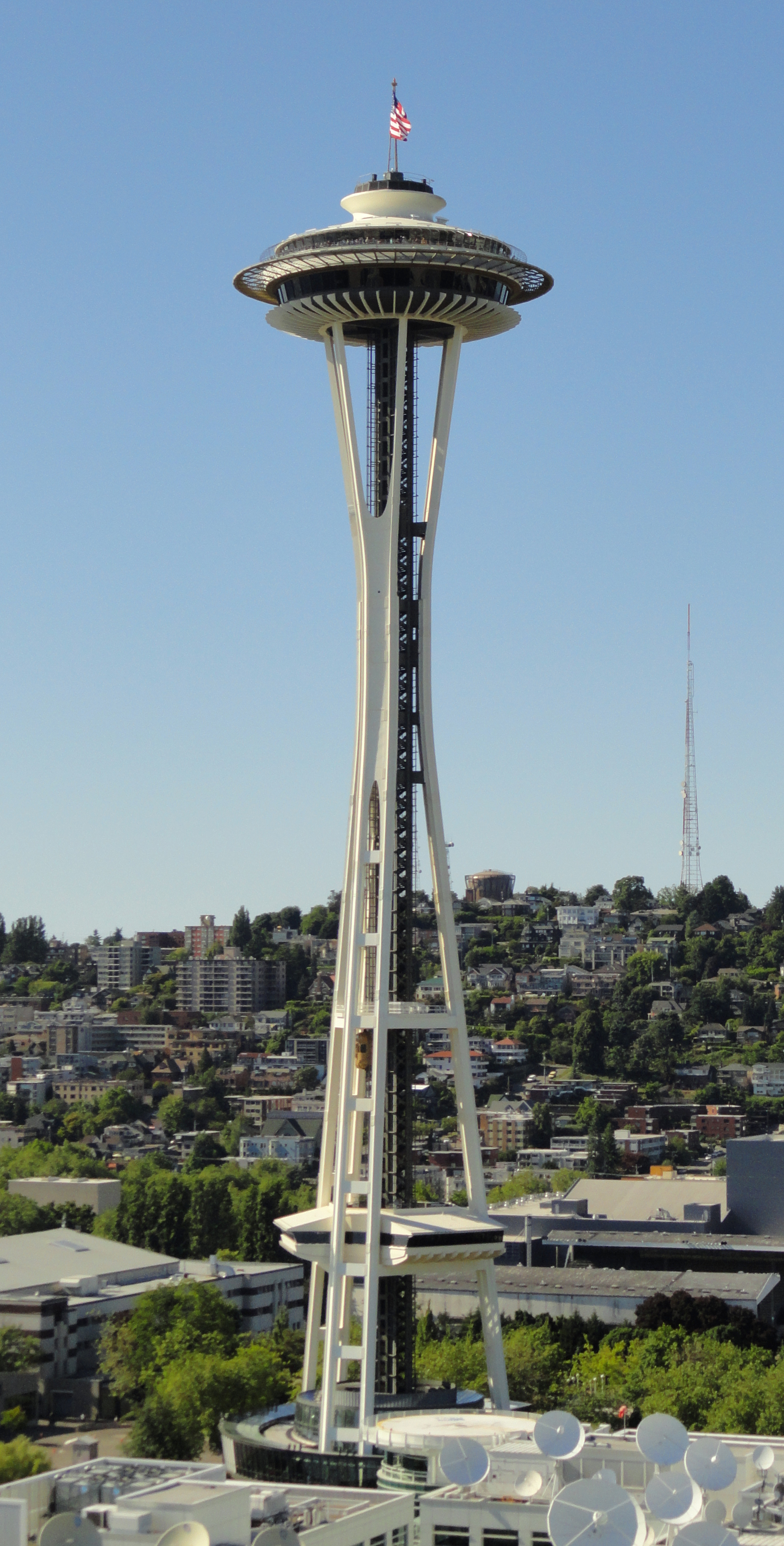
Turnul Space Needle (Epoca Modernă, bonus: Monede, Fericire)
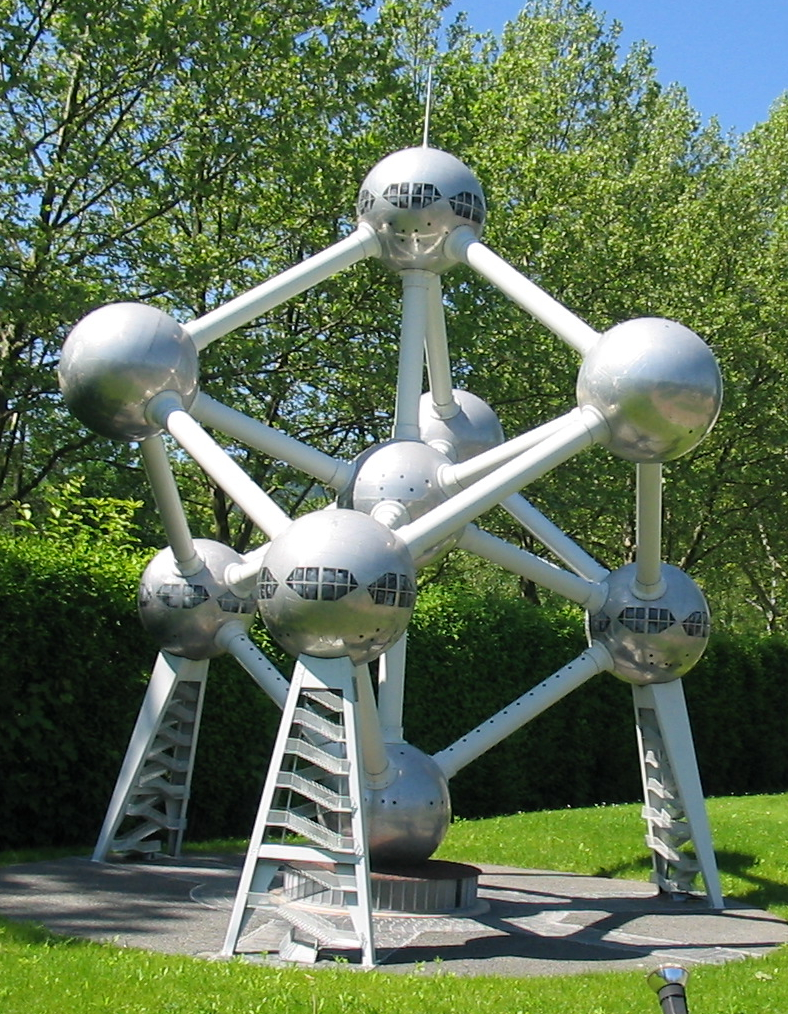
Atomium (Epoca Modernă, bonus: N/A)
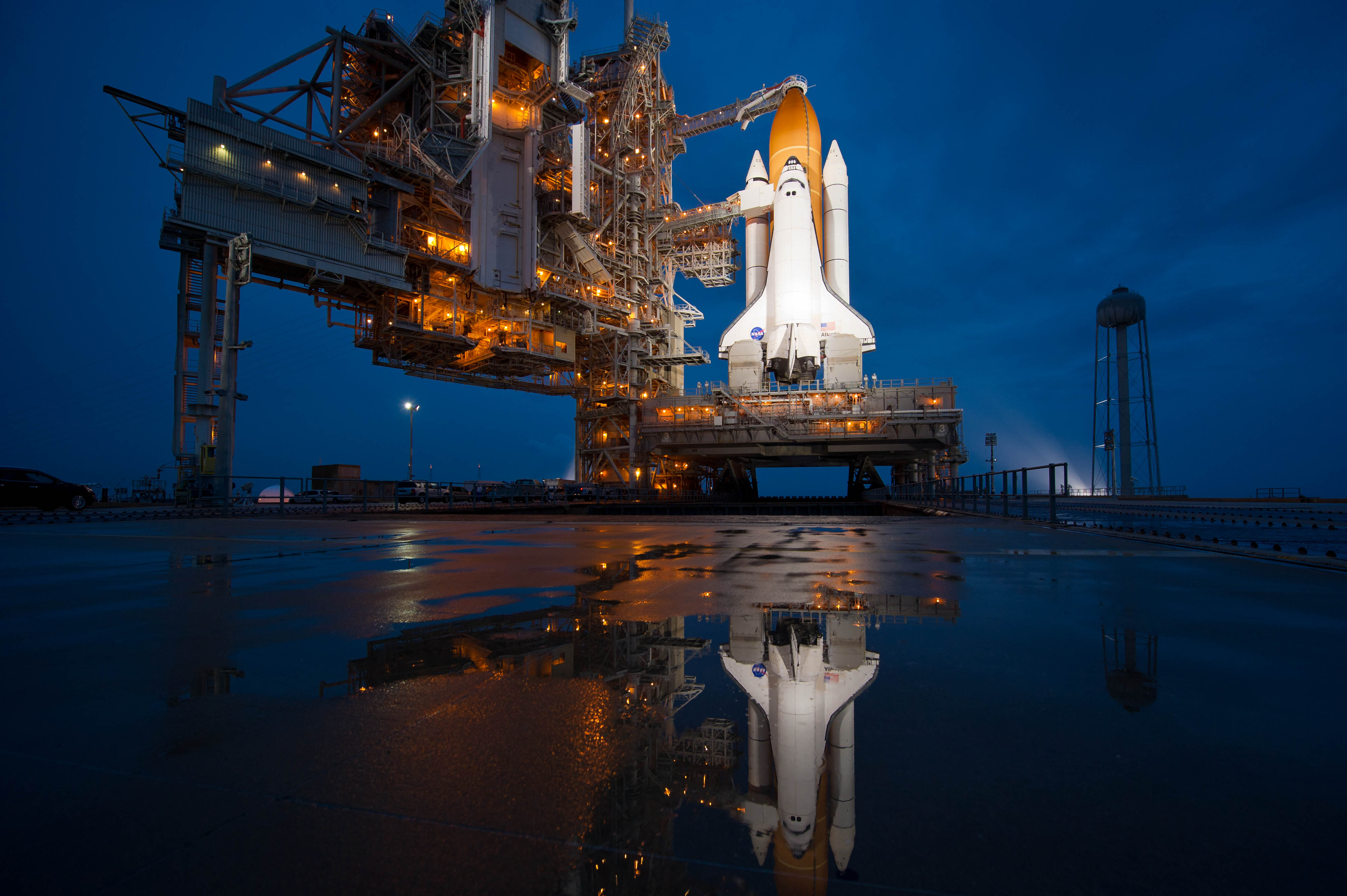
Cape Canaveral ( Epoca Post-Moderna ,bonus: Puncte Forge )

## Legături externe
- ro  Site-ul jocului
- ro  Forumul jocului Arhivat în 28 ianuarie 2013, la Wayback Machine.